# آسیا پینتس
آسیا پینتس (به انگلیسی: Asian Paints) شرکت صنایع شیمیایی هندی است، که بزرگترین تولیدکننده رنگ‌های صنعتی و دکوری در هند و سومین تولیدکننده بزرگ رنگ در آسیا به‌شمار می‌آید.
شرکت آسیا پینتس در سال ۱۹۴۲ فعالیت خود را آغاز کرده و امروزه دارای عملیات در ۱۷ کشور جهان می‌باشد. دفتر مرکزی این شرکت در شهر بمبئی، هند قرار دارد و بخشی از سهام آن در بازارهای بورس اوراق بهادار بمبئی و بورس اوراق بهادار ملی هند معامله می‌شود.